# Denksport

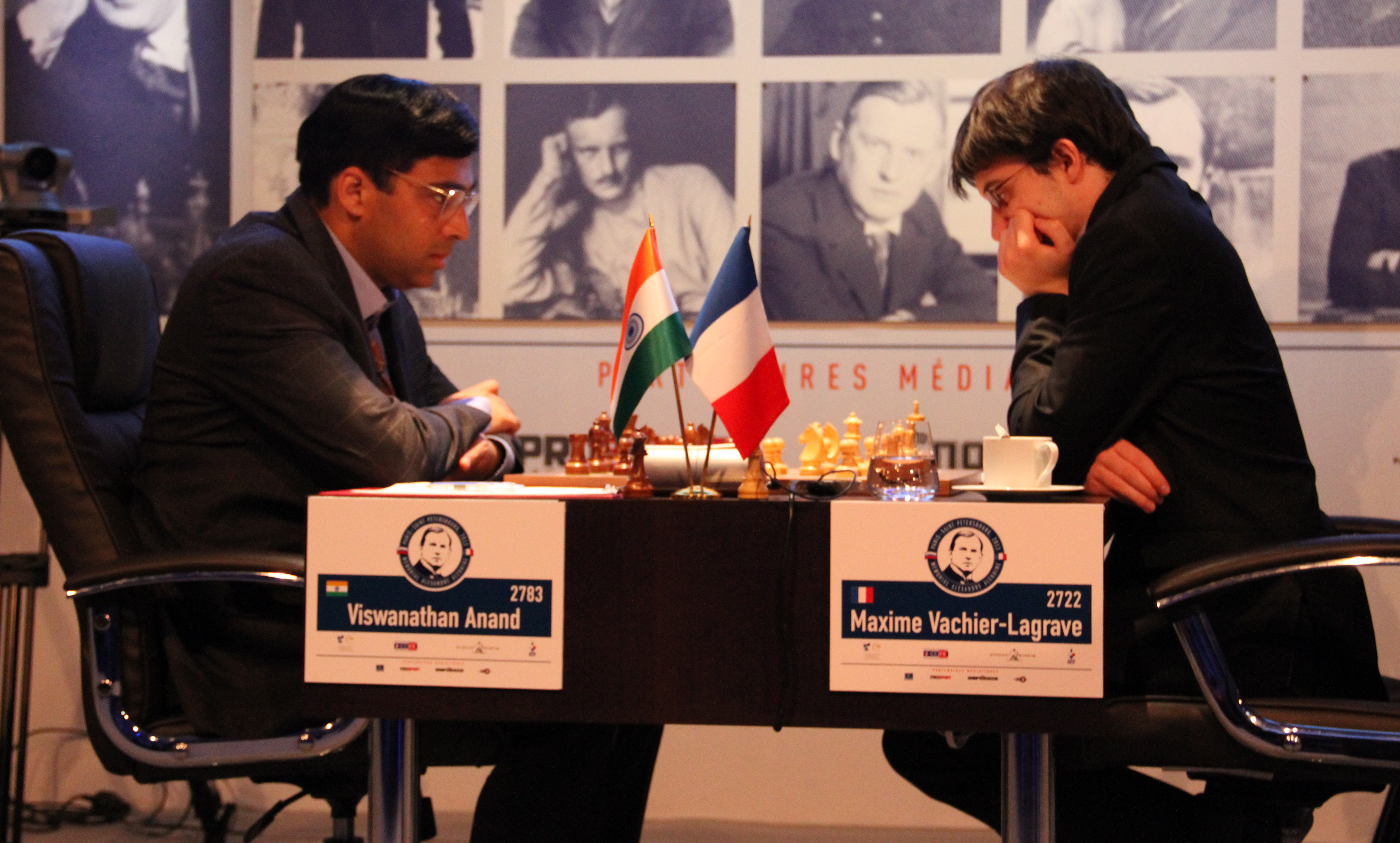
Schaakpartij tussen grootmeesters Maxime Vachier-Lagrave en Vishwathan Amand tijdens de Alakhine Memorial in Parijs (2013)

Denksport is een bezigheid waarin mensen hun analytisch vermogen testen, al dan niet met (een) tegenstander(s). Denksporten zijn veelal bord- en kaartspelen zoals schaken, dammen of poker. Recreatief, worden daar ook vaak kaartspelen bij gerekend. 

## Etymologie
In Vlaanderen & Nederland, bestaat de term Denksport op z'n minst sinds 1930. Op 3 oktober 1930 werd namelijk de eerste editie van het periodieke puzzelblad Denksport gepubliceerd. In dit puzzelblad werden oa. kruiswoordraadsels, rebussen en andere raadsels, maar ook een schaakrubriek gepubliceerd. Intussen is het blad uitgegroeid tot het bekendste puzzelblad van Vlaanderen en Nederland. 
De internationale term Mind Sport werd voor het eerst gebruikt als algemene term tijdens de Mind Sports Olympiade in 1997, een bordspelentornooi waar tornooien van 100 bordspelen worden georganiseerd. 

De term werd gebruikt in de hoop dat deze spelen dezelfde erkenning zou verkrijgen als fysieke sporten, in de hoop dat denksporten ooit officieel erkend kunnen worden als Olympische sport. Zo zei Richard Caborn (Britse Minister van Sport van 2001 tot 2007) het volgende hierover: 
The 1937 Physical Training and Recreation Act was devised with thought to the necessity of producing a physically fit nation capable of fighting wars in defence of the country. In the twenty-first century, I believe we should have the same obligation to mental agility as we do to physical agility. Mind sports have to form UK national bodies and get together with the government to devise an acceptable amendment to the 1937 Act that clearly differentiates mind sports from parlour board games. - Richard Caborn, 2002 

Vele organisaties die meewerkten aan de organisatie van de Mind Sports Olympiade vormden grotere organisaties zoals het Mind Sports Council en de International Mind Sports Association (IMSA), dat verantwoordelijk is voor de orgaisatie van de World Mind Sports Games 2008 in Beijing, waar tornooien van Bridge, Go, Schaken en Xiangqi werden georganiseerd. Andere organisaties hebben vooral gelobbyd voor de inclusie van denksport. Zo won de Internationale Poker Federatie een provisioneel lidmaatschap tijdens het jaarlijkse congres van SportAccord in Dubai in 2009.
De term mind sport refereert ook naar hoofdrekenen en andere geheugensporten. Competitief worden er dan ook geregeld wereldkampioenschappen hoofdrekenen en geheugensport georganiseerd.

## Competitieve denksport
Denksporten die op reglementaire wijze in competitieverband gespeeld worden zijn: 
- Bridge
- Dammen
- Go
- Mahjong
- Magic
- Poker
- Reversi ook bekend als Othello
- Schaken
- Scrabble
- Shogi
- Stratego
- Xiangqi

## International Mind Sport Association
De International Mind Sport Association is de officiële sportfederatie voor erkende denksporten. De aangesloten federaties zijn: de World Bridge Federation, World Chess Federation, World Draughts Federation, International Go Federation, World Xiangqi Federation, Mahjong International League en Federation of Card Games. Tevens is het IMSA ook lid van SportAccord (formeel bekend als de General Association of International Sports Federation). Het IMSA werd op 19 april 2005 opgericht in Lausanne.
De International Mind Sport Association (IMSA) erkent zeven denksporten: 
1. Bridge
2. Schaken
3. Dammen
4. Go
5. Mahjong (MCR, Riichi en Sichuan regels)
6. Poker
7. Xiangqi

## Denksporttriatlon
Vaak worden tornooien georganiseerd waarin meerdere denksporten gespeeld worden. Een dergelijk bekend type toernooi is de denksporttriatlon, waarin de eindstand wordt bepaald door de resultaten in dammen, schaken en bridge.

## Recreatieve denksporten
Er zijn ook activiteiten die door sommigen wel als denksport worden gezien, maar waarin niet echt competitie wordt gespeeld. Voorbeelden hiervan zijn:
- Manillen
- Puzzelen (bijvoorbeeld kruiswoordpuzzel, cryptogram of doorloper)
- Skat
- Sudoku, Tectonic en Kakuro
- Mankala

De meeste denksporten zijn dus competitieve versies van bordspelen. Maar vaker, worden functionele denksporten ook erkend als denksport. Enkele voorbeelden hiervan zijn:
- Snellezen
- Programmeerwedstrijden
- Cybersecurity wargames[2][3]